# معادلات پرانتل-روس
معادلات پرانتل-روس (به انگلیسی: Prandtl-Reuss equations) ارتباط بین تنش و کرنش را برای جامداتی که در آن‌ها کرنش‌های پلاستیک و الاستیک به صورت همزمان وجود دارند، بیان می‌کنند.
حالت کلی این معادلات به صورت زیر بیان می‌شود:

{\displaystyle \mathbf {d} \varepsilon _{ij}={\frac {1+\nu }{E}}\mathbf {d} \sigma _{ij}^{\prime }+{\frac {1+2\nu }{E}}{\frac {\mathbf {d} \sigma _{kk}}{3}}\delta _{ij}+{\frac {3}{2}}{\frac {\mathbf {d} {\bar {\varepsilon }}}{\bar {\sigma }}}\sigma _{ij}^{\prime }}